# Pierre Caroli
Pierre Caroli (Rozay-en-Brie, 1480 circa – 1546 circa) è stato un teologo francese.

## Biografia
Si laureò in teologia a Parigi nel 1520 e, a causa delle sue idee evangeliche, fu costretto a fuggire in Svizzera. Nella storica disputa, avvenuta a Losanna nel 1536 tra protestanti e cattolici, si schierò dalla parte protestante e fu nominato pastore della città. Entrato in conflitto con Calvino, che egli accusò di arianesimo, nel 1537 abbandonò Losanna stabilendosi a Montpellier, dove in un primo tempo sembrò riconciliarsi con la fede cattolica ma nel 1539, minacciato di eresia, fu nuovamente costretto a rifugiarsi in Svizzera, a Neuchâtel, dove i protestanti, diffidando di lui, rifiutarono di affidargli l'incarico di pastore. Tornato ancora in Francia, si stabilì a Parigi, aderendo nuovamente al cattolicesimo. 